# 阿氏胸啄電鰻
阿氏胸啄電鰻，為輻鰭魚綱電鰻目線翎電鰻科的其中一種，為熱帶淡水魚，分布於南美洲托坎廷斯河流域，體長可達60公分，棲息在礫石底質溪流底中層水域，以昆蟲及水生無脊椎動物為食，生活習性不明。

## 扩展阅读
維基物種上的相關：阿氏胸啄電鰻